# Guesch Patti
Guesch Patti, pseudonimo di Patricia Porrasse (Neuilly-sur-Seine, 16 marzo 1946), è una cantante, danzatrice e attrice francese.

## Biografia
Figlia dell'impresario e direttore artistico Jean Porrasse (1923-1995) e figlioccia dell'attore Bernard Blier, Patricia Porrasse è nata il 16 marzo 1946 a Neuilly-sur-Seine.
Il suo nome d'arte si compone di Guesch, appellativo che aveva da bambina, e di Patti che è tratto dal suo nome Patricia. Si orienta inizialmente verso la danza classica fin dall'età di nove anni; diventata un petit rat (giovane allieva) all'Opéra di Parigi, ha lavorato con Roland Petit, quindi verso la danza contemporanea con Carolyn Carlson e Pina Bausch per poi partecipare a diversi programmi TV.
Dopo aver accompagnato il pianista Yves Gilbert, opta finalmente per la carriera di cantante registrando, nel 1964 e nel 1965, quattro dischi passati inosservati. Il ballerino e coreografo Daniel Larrieu, amico e consulente di lunga data, la invita a recitare con lui nel 1980 e 1981.
Nel 1984 fonda il trio musicale Dacapo, assieme a Lydie Callier, regista dei suoi primi videoclip. Somnifères / Cogito è l'unico disco 45 giri prodotto dal gruppo.

### Etienne: disco d'oro in Francia
Il successo internazionale di Guesch Patti arriva come solista tre anni dopo con Étienne, disco d'oro in Francia. Oltre un milione e mezzo le copie vendute del disco, che conquisterà i vertici delle classifiche in molti paesi europei. Il brano allude esplicitamente a un rapporto sessuale utilizzando un linguaggio fortemente erotico e allusivo, ed è accompagnato da un videoclip in bianco e nero nel quale la cantante si esibisce in uno striptease, interpretando una prostituta d'alto bordo. Il disco viene premiato in Francia con il Prix Vincent Scotto (Sacem) come miglior singolo nel 1987.
Nel marzo del 1988 viene pubblicato il singolo Let be must the queen, che racconta le prodezze sessuali di una prostituta. Accompagnato da un video di forte impatto, il brano descrive un ambiente degradato, popolato di giocatori d'azzardo, prostitute e travestiti. La cantante indossa un costume da ballerina classica e una corona di spine; immagine che verrà utilizzata nella copertina di Labyrinthe. L'album di debutto di Guesch Patti, di genere pop-rock, è un progetto eterogeneo, affronta temi sociali come la droga, l'emarginazione e la prostituzione, ed include un brano dell'artista Mimi Bastille: Backstage d'une star. Il disco si rivela un ottimo successo commerciale. Ne sono estratti tre singoli: Let be must the queen, Bon anniversaire e Cul Cul Clan; quest'ultimo è stato pubblicato solamente per il mercato tedesco e francese.
Molti i premi e le ricompense artistiche, tra i quali la Victoire de la musique (una specie di Grammy che si tiene in Francia) nel 1988 nella categoria "rivelazione femminile dell'anno", Diamonds Awards (Belgio-Olanda) e il Tigra Awards (Germania). Nello stesso anno partecipa come ospite a Sanremo, dove viene premiata come rivelazione dell'anno.
Nel 1989 duetta assieme a Jean-Louis Aubert nel brano On Peut s'Aimer, incluso nell'album Blue, Blanc, Vert.

### Gli anni novanta
Il secondo album di Guesch Patti, intitolato Nomades, esce agli inizi di marzo del 1990. Il motivo d'apertura L'homme au tablier vert (Fleurs carnivores), scritto pensando al leader dell'estrema destra francese Jean-Marie Le Pen, ironizza sull'ascesa e la disfatta di un dittatore che "nutre le sue macchine da guerra" essendone infine divorato. Il brano partecipa alla rassegna Sanremo International. Malgrado una tournée europea e i concerti tenuti negli Stati Uniti ed in Canada, l'album non ottiene il medesimo successo di Labyrinthe. L'homme au tablier vert, Comment dire e Nomade sono i tre singoli estratti dall'album, l'ultimo realizzato assieme al gruppo degli Encore.
Nel 1992 Wake up, motivo satirico sull'economia e la società del ventesimo secolo, fa da apristrada all'album Gobe. Nonostante la grande qualità del disco, l'album sarà un fallimento commerciale. Wake up e Melomane sono i due singoli estratti dall'album.
Nel 1995 l'album Blonde è contrassegnato da un'evoluzione verso sonorità meno commerciali e da nuove collaborazioni con, fra gli altri, Matthieu Chédid, Étienne Daho (nel brano Blonde) e Françoise Hardy (nel brano Un peu... beaucoup). Ne sono estratti tre singoli: La marquise, Blonde e Amnésie. Il regista britannico Peter Greenaway sceglierà inoltre per la colonna sonora originale del suo film I racconti del cuscino, uscito nel 1996, tre canzoni dell'album: La marquise, Blonde e La Chinoise.
Negli anni novanta Guesch Patti ha interpretato alcuni celebri motivi francesi, realizzando ventuno cover per i progetti musicali: Hommage ils chantent, Les Plus Belles Chansons Françaises e Un Hommage à Polnareff. Quand On A Que l'Amour (Jacques Brel), Le Monde Est Stone (Michel Berger), Octobre (Francis Cabrel), Les Feuilles Mortes (Yves Montand), Potemkine (Jean Ferrat), SOS Amor (Alain Bashung), sono solo alcune delle interpretazioni della cantante.
Dernières nouvelles pubblicato nel 2000 è il titolo del quinto album di Guesch Patti. L'album mette in evidenza un'atmosfera dolorosa e melodrammatica, fortemente permeata di un senso di solitudine. Un DVD uscito nel marzo del 2002 completa l'album. Innovatore nel settore della musica, questo DVD presenta una grande parte dell'album, mescolando performance coreografiche, così come un'intervista che tratta di problemi esistenziali, ma anche della condizione dell'artista. Lo stesso anno, Guesch Patti offre un duetto con Gonzales nel singolo intitolato Dans tes yeux, incluso nell'album Z dell'artista canadese.

### Teatro e cinema
In seguito ai diversi fallimenti commerciali dei dischi incisi negli anni novanta, Guesch Patti ha preso le distanze dal mondo della musica, cercando anche di diversificare le sue esperienze artistiche. Continua la sua carriera di ballerina, recita in pellicole cinematografiche (fa una breve apparizione nel film Une pour toutes di Claude Lelouch e recita nel film di Luis Galvao Teles Elles al fianco di Miou-Miou, Marthe Keller, Marisa Berenson e Carmen Maura), calca i palcoscenici (con lavori come L'Opera da tre soldi, Monologhi della vagina e Jésus Camacho 404 284). Durante l'estate 2006, è stata membro della giuria di Dancing Show (una specie di Ballando con le stelle in versione francese) in onda su France 2. Nel 2007 partecipa al film Suzanne di Viviane Candas e al film Monsieur Max di Gabriel Aghion.
Nel 2008 duetta con Thomas Winter, artista indipendente, nel motivo Dans les herbes hautes incluso nell'album Projet Abstrait.
Il motivo Bilingue presentato in anteprima su Myspace nel 2009 e disponibile su iTunes, avrebbe dovuto  anticipare un progetto più ampio previsto per l'avvenire.

## Vita privata
Nel febbraio 1964, non ancora 18enne, ha sposato a Deauville il pianista Yves Gilbert, dal quale ha divorziato nel gennaio del 1974.

## Discografia parziale

### Yves et Patricia
- 1964 : Mon coeur se moque
- 1964 : Il est bleu, il est gris
- 1965 : Dès que tu me tournes le dos
- 1965 : Voyager

### Guesch Patti & Encore
- 1988 – Labyrinthe
- 1990 – Nomades

### Guesch Patti
- 1992 – Gobe
- 1995 – Blonde
- 2000 – Dernières nouvelles

### Dacapo
- 1984 – Somnifères / Cogito

### Guesch Patti & Encore
- 1987 – Étienne / Un espoir
- 1988 – Let be must the queen / Tout seul...
- 1988 – Cul Cul Clan / Culture
- 1988 – Bon anniversaire / Backstage d'une star
- 1990 – Fleurs carnivores (L'homme au tablier vert) / Il va loin le malheur
- 1990 – Comment dire / Encore
- 1990 – Nomade / Libido

### Guesch Patti
- 1992 – Wake up / Pleurs
- 1992 – Mélomane
- 1995 – La marquise
- 1995 – Amnésie
- 1996 – Blonde
- 1997 – Etienne (Remix)
- 2000 – 4+1 (incluso il remix di Étienne)
- 2002 – Dans tes yeux (in duo con Gonzales)
- 2009 – Bilingue (distribuito esclusivamente su iTunes)

### Video musicali
- 1987 – Étienne
- 1988 – Let be must the queen
- 1988 – Bon anniversaire
- 1990 – Fleurs carnivores (L'homme au tablier vert)
- 1990 – Comment dire
- 1990 – Nomade
- 1992 – Wake up
- 1992 – Mélomane
- 1995 – La marquise
- 1995 – Amnésie
- 1996 – Blonde

### Videografia
- 2002 – Dernières nouvelles
- 2007 – Suzanne

## Filmografia parziale
- Elles, regia di Luís Galvão Teles (1997)
- Le Gang des TV, cortometraggio (1999)
- Una per tutte, regia di Claude Lelouch (1999)
- Suzanne, regia di Viviane Candas (2001)